# Udumalaippettai
Udumalaippettai är en ort i Indien.   Den ligger i delstaten Tamil Nadu, i den södra delen av landet, 2 000 km söder om huvudstaden New Delhi. Udumalaippettai ligger 363 meter över havet och antalet invånare är 58 571.
Terrängen runt Udumalaippettai är platt. Runt Udumalaippettai är det tätbefolkat, med 276 invånare per kvadratkilometer. Udumalaippettai är det största samhället i trakten. Omgivningarna runt Udumalaippettai är en mosaik av jordbruksmark och naturlig växtlighet.